# Cyrenoberotha penai
Cyrenoberotha penai là một loài côn trùng trong họ Berothidae thuộc bộ Neuroptera. Loài này được MacLeod & Adams miêu tả năm 1968.